# Got Talent (serien)

## Danmark
I Danmark er Got Talent – Talent 2008, som nu er i gang med semifinalerne.

## Storbritannien
I Storbritannien er Got Talent – Britain's Got Talent, som også er den oprindelige Got Talent.

## USA
I USA er Got Talent – America's Got Talent, serien vises på TV 2 Zulu men var før vist på TV 2.
| Fjernsyn | Spire Denne artikel om et tv-program er en spire som bør udbygges. Du er velkommen til at hjælpe Wikipedia ved at udvide den. |